# L'Édition spéciale
Ne doit pas être confondu avec Édition spéciale.
L'Édition spéciale est une émission de télévision diffusée du lundi au vendredi sur Canal+ en clair du 3 septembre 2007 jusqu'au 24 juin 2011.

## Historique
L'Édition spéciale est lancée le 3 septembre 2007 avec Samuel Étienne aux commandes de l'émission.
En mai 2008, Samuel Étienne annonce qu'afin de se consacrer à « de nouveaux projets journalistiques », il cessera de présenter à la fin de la saison L'Édition spéciale. Estimant que « ce qui manque à cette émission, c'est une grosse pointure », le directeur général délégué de Canal+, Rodolphe Belmer, annonce le lendemain que Bruce Toussaint reprendra l'émission de Samuel Étienne à la rentrée 2008, lequel, selon lui, « n'est pas tellement fait pour ce genre d'exercice ».
Le 1er septembre 2008, Bruce Toussaint présente son premier numéro de L'Édition spéciale.
En septembre 2011, Ali Baddou succède à Bruce Toussaint à la présentation de la case de mi-journée sur Canal+ ; L'Édition spéciale est rebaptisée La Nouvelle Édition.

### Audiences
Le 9 juin 2008, l'émission atteint une part de marché record de 4,4 % après un record à 4,3 % le 22 avril. Pendant sa première saison, l'émission ne recueille en moyenne que 3 % de part d'audience (3,7 % en fin de saison), alors que Canal + en attendait au moins 4 %.
Le 2 septembre 2008, au lendemain de l'arrivée de Bruce Toussaint aux commandes de l'émission, L'Édition spéciale a réuni 700 000 téléspectateurs, soit 5,2 % de part de marché (la meilleure sur cette case horaire depuis mai 2005).
En avril 2009, l'émission dépasse les 4 % de part de marché attendus par Canal+ et atteint même parfois 5 % de part de marché.

## Concept

### Première saison (2007/2008)
L'émission propose diverses rubriques :
- Un journal télévisé présenté par Émilie Besse (Stéphanie Renouvin jusqu'en décembre 2007) et un flash météo
- Des réactions politiques sur les sujets d'actualité de Nicolas Domenach ou d'Anne-Sophie Mercier
- Des invités issus de l'actualité

#### Chroniques quotidiennes
- Le papillon du jour déniché par l’équipe de L'Effet papillon.
- Le Zapping
- La télé commande de Loïc Prigent, qui commence toujours par la formule « Quoi d'hystérique ce soir à la télévision ? » ; le mot « hystérique » étant un terme récurrent chez le journaliste Loïc Prigent.

#### Chroniques hebdomadaires
- La revue de presse des journaux que personne ne lit... de Chris Esquerre (lundi et jeudi)
- Merci la France... d'Ariel Wizman (vendredi)
- La rubrique de Camille Chamoux sur l'observatoire des tendances comportementales
- La rubrique de Sébastien Thoen sur le guide touristique des villes qui font l’actu, le vendredi.
- La rubrique de Thomas VDB sur les solutions aux problèmes du monde
- La rubrique de Simon Marciano sur des ados qu’on comprend jamais
- La « revue de presse déprimée » de Frédéric Recrosio sur  les évènements de la semaine (le vendredi) et du week-end (le lundi)

#### Chroniques ponctuelles
- La rubrique de Willy, le « chroniqueur-éponge » sur les dernières modes
- La rubrique de Camille Combal sur la vraie vie privée des peoples
- La rubrique des « sujets auxquels personne ne comprend rien » de Chris Esquerre

### Deuxième saison (2008/2009)
L'émission propose diverses rubriques :
- Un journal télévisé présenté par Émilie Besse et un flash météo par Daphné Chollet (Daf).
- Des réactions politiques sur les sujets d'actualité de Nicolas Domenach.
- Des invités issus de l'actualité

#### Chroniques
- Le Zapping
- La recette de cuisine d'Abdel Alaoui
- L'édito politique de Nicolas Domenach
- Le billet d'humeur d'Ariel Wizman
- La revue de presse de Chris Esquerre
- La chronique médias d'Anne-Élisabeth Lemoine
- Le billet conso et tendances de Daphné Bürki
- Le journal des sports de Caroline Aelion

### Troisième saison (2009/2010)

#### Chroniques
- Le Zapping
- La recette de cuisine d'Abdel Alaoui
- Le journal d'Émilie Besse
- L'édito politique de Nicolas Domenach
- Le billet d'humeur d'Ariel Wizman
- La chronique médias d'Anne-Élisabeth Lemoine
- Le billet « conso et tendances » de Daphné Bürki
- La « Story du jour » de Marie Colmant

### Quatrième saison (2010/2011)

#### Chroniques
- Le Zapping
- La recette de cuisine d'Abdel Alaoui
- L'édito politique de Nicolas Domenach
- Le billet d'humeur d'Ariel Wizman
- La chronique médias d'Anne-Élisabeth Lemoine
- Le billet « conso et tendances » de Daphné Bürki
- La « Story du jour » de Marie Colmant
- Le journal d'Émilie Besse

#### Chroniques (à partir du 29 avril[réf.nécessaire])
Première partie :
- « On regarde la radio » une sorte de « Zapping » pour les radios (lundi à jeudi)
- « La radio c'est de la télé » un « On regarde la radio » de la semaine écoulée avec un habillage différent (vendredi)
- La recette de cuisine d'Abdel Alaoui
- Le billet « conso et tendances » de Daphné Bürki (lundi à jeudi)
- La « Story du jour » de Marie Colmant (lundi à jeudi)
- « L'info ne dort jamais » plusieurs informations qui sont passées presque inaperçus, qui se termine par une interview (lundi à jeudi)
- « Les invités mystères » trouver des personnes de l’actualité (vendredi)
- Une semaine en images de Marie Colmant (vendredi)

Seconde partie :
- La météo
- Le journal d'Émilie Besse
- Le Zapping
- La chronique médias d'Anne-Élisabeth Lemoine (lundi à jeudi)
- Reportage (lundi à jeudi)
- « Drôle d'endroit pour une rencontre », confidences avec une personne qui marque ou qui a marqué l’actualité (vendredi)
- L'édito politique de Nicolas Domenach (lundi à jeudi)
- « Les off de Nicolas Domenach » avec Nicolas Domenach décryptage de la politique par ce dernier (vendredi)
- « Mondomédias » d'Anne-Élisabeth Lemoine (vendredi)
- Reportage
- Débat du jour
- « Le punchingball de l'info » le meilleur des humoristes le matin
- Des questions sont posées à un invité sur le plateau
- « L'info en + » jeu de question-réponse sur des informations (vendredi)
- La chronique de Daphné Bürki comme en première partie, Daphné fait une chronique, toujours sur le thème « Conso et tendances » (lundi à jeudi)
- Le billet d'humeur d'Ariel Wizman (le vendredi c'est le « coup de pouce »)
- La « backroom » de Daphné Bürki, chronique humoristique sans rapport particulier avec la semaine passée (vendredi)

La musique du générique est Young Blood du groupe néo-zélandais The Naked and Famous.[réf. souhaitée]

## Commentaires
- Entre septembre 1987 et juillet 1989, Bernard Rapp, puis Claude Sérillon, ont présenté un magazine également intitulé Édition spéciale, sur Antenne 2. Le programme était diffusé en seconde partie de soirée[9].